# 立陶宛足球總會
立陶宛足球總會（簡稱LFF）是立陶宛的足球主管團體，總部設於维尔纽斯，負責組織各級聯賽（最高級別是立陶宛足球超級聯賽）及立陶宛國家隊。
立陶宛足球總會早於1923年已加入國際足協，但其後因被蘇聯併吞而解散。1992年脫離蘇聯獨立後再重新加入。

## 外部連結
- 官方网站（立陶宛文）
- Lithuania （页面存档备份，存于） at FIFA site
- Lithuania （页面存档备份，存于） at UEFA site